# 钟花报春
钟花报春（学名：Primula sikkimensis）为报春花科报春花属下的一个种。藏族民间用全草作止泻药。生长在林缘湿地、沼泽草甸和水沟边，海拔3200-4400米。分布于中国、尼泊尔、锡金、不丹。模式标本采自锡金。